# Добре (Калінінградська область)
Добре (рос. Доброе) — селище Гур'євського міського округу, Калінінградської області Росії. Входить до складу Низовського сільського поселення.
Населення — 134 особи (2015 рік).

## Населення
| 2002 | 2010 |
| ---- | ---- |
| 119  | ↗134 |